# Fondation Rilke

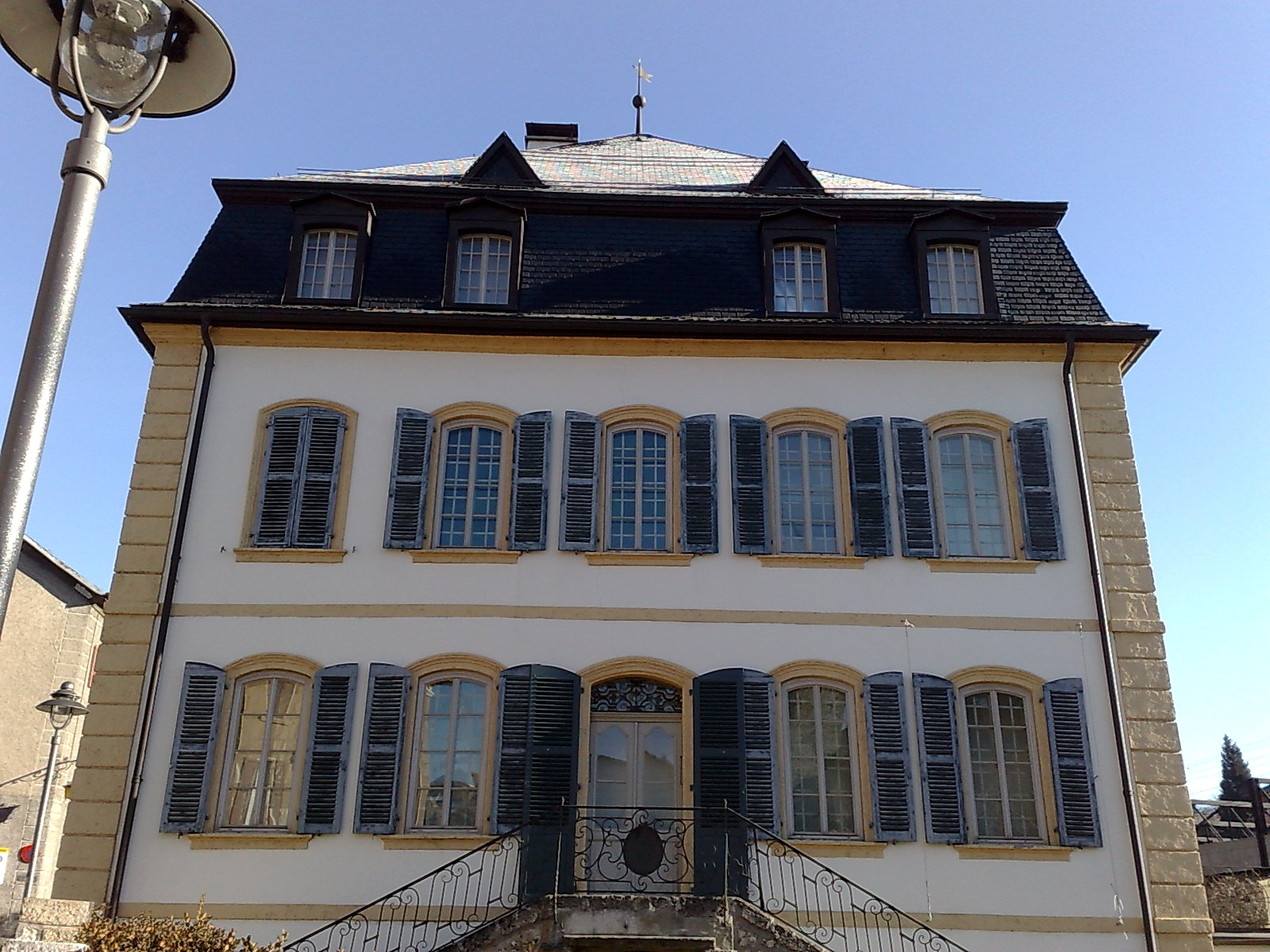
Die Maison de Courten, in der das Museum der Fondation Rilke untergebracht ist (2008)

Die Fondation Rilke (deutsch: Rilke-Stiftung) ist eine zweisprachige private Schweizer Stiftung mit Sitz in Siders. Ihr Hauptziel ist es, «die Kenntnis Rilkes und seines Werks zu verbreiten und zu vertiefen».
Zu diesem Zweck führt die Stiftung ein Museum mit einer Dauerausstellung über Rainer Maria Rilkes Walliser Jahre (1921–1926) und unterhält ein Archiv, eine Bibliothek sowie verschiedene Datenbanken. Zudem organisiert sie regelmässig kulturelle Veranstaltungen (Lesungen, Vorträge, Konzerte, Wanderungen) und temporäre Ausstellungen. Seit 2017 führt die Stiftung von Christoph König geleitete Master Classes für Nachwuchsforschende durch. In unregelmässigen Abständen wird auch ein Festival ausgerichtet (zuletzt 2016).
Weitere Ziele sind gemäss den Statuten die Förderung des kulturellen Austausches zwischen den Sprachgemeinschaften und die Erinnerung an das Werk und die Person Rudolf Kassners.

## Geschichte
Die Stiftung wurde 1986 in Zusammenarbeit mit der Gemeinde Siders gegründet. Die Gemeinde übergab dabei der Stiftung die Gesamtheit ihrer Rilke-Sammlungen. 1987 wurde das Museum in der Maison Pancrace de Courten an der Rue du Bourg 30 eingerichtet, wo es seitdem untergebracht ist. Bisherige Leiter der Stiftung waren Curdin Ebneter (1986–2014) und Brigitte Duvillard (2015–2023), Marcel Lepper leitet sie seit 2024.